# Invazivna vrsta
Invazivna vrsta je tujerodna vrsta, ki se hitro širi v novi areal in uspeva v naravnih habitatih, tako da s svojo prisotnostjo in pogostostjo povzroča opazne spremembe v strukturi in/ali funkciji ekosistema.

## Invazivne rastline
Invazivne rastline ali neofiti so tujerodne rastline, ki so v naše okolje prišle v bližnji preteklosti. Te rastline je človek prinašal nehote ali namenoma zaradi lastnih koristi, kot so hrana, okras, les .... V mnogih primerih se priseljene rastline med samoniklimi rastlinami ne uveljavijo in je zato njihov obstoj kratkotrajen. Nekatere rastline se uveljavijo, ampak nimajo pomembnejše vloge. Lahko pa se zgodi, da se priseljene rastline uveljavijo in tako zmanjšajo delež samoniklih rastlin. Nekatere se kasneje izkažejo kot negativne za avtohtono floro. Te rastline s svojo invazivnostjo izpodrivajo samoniklo vegetacijo.
Nekaj primerov invazivnih rastlin v Sloveniji:
- Orjaška zlata rozga Solidago gigantea,
- žlezava nedotika Impatiens glandulifera
- japonski dresnik Reynoutria japonica

Vse omenjene vrste so izredno agresivne in prilagodljive ter izrivajo našo avtohtono vegetacijo.

## Invazivne živali
Vnos tujerodnih konkurenčnih vrst in plenilcev povzroča zmanjševanje števila ali celo izginjanje določenih avtohtonih vrst na nekem območju.
Nekaj primerov invazivnih živali v Sloveniji:
- želva rdečevratka (Trachemys scripta elegans) sodi med sto najbolj invazivnih živalskih vrst na svetu, in v Sloveniji zaseda mesta, kjer gnezdi in kjer se hrani močvirska sklednica, ki je naša edina avtohtona želva celinskih voda. Rdečevratke so problematične predvsem zato, ker jih neodgovorni lastniki akvarijev izpuščajo v naravo, ko se jih naveličajo.
- riba gambuzija (Gambusia affinis) je marsikje s svojo požrešnostjo in agresivnostjo ogrozila avtohtono ribjo favno. V Slovenijo so jo prinesli po letu 1927 za zatiranje komarja mrzličarja.
- tigrasti komar